# Tet-offensiven
Tet-offensiven (30. januar 1968 – 8. juni 1968) var en serie offensiver udført af Viet Cong og den nordvietnamesiske hær under Vietnamkrigen.
Operationerne kaldes samlet for Tet-offensiven, fordi de begyndte natten til 31. januar 1968, dagen for det vietnamesiske nytår, Tết Nguyên Đán. Offensiven begyndte under fejringen af Tet-festen og varede omkring to måneder, selv om nogle af kampene fortsatte i 1969.
Tet-offensiven var et vendepunkt i vietnamkrigen.
Offensiven var et landsdækkende koordineret overraskelsesangreb udført af den nordvietnamesiske hær (NVA) og Viet Cong mod mere end 100 byer. Også 36 provinshovedstæder og hovedstaden Saigon. Kampagnen var det største slag i krigen. Viet Cong og NVA angreb samtidig under den ellers hellige vietnamesiske nytårsfest, hvor mange sydvietnamesiske soldater havde orlov. Til at begynde med blev de sydvietnamesiske og amerikanske styrker overrasket over angrebet, men snart blev angrebet slået tilbage, og angriberne led svære tab.
Offensiven omfattede også byen Hué, hvor voldsomme kampe rasede i en måned, samt den amerikanske militærbase ved Khe Sanh, hvor kampene fortsatte i to måneder. Den amerikanske ambassade i Saigon blev også angrebet, men her blev angriberne slået tilbage i løbet af få timer.